# Quercus sadleriana
Quercus sadleriana là một loài thực vật có hoa trong họ Cử. Loài này được R.Br.ter miêu tả khoa học đầu tiên năm 1871.

## Hình ảnh

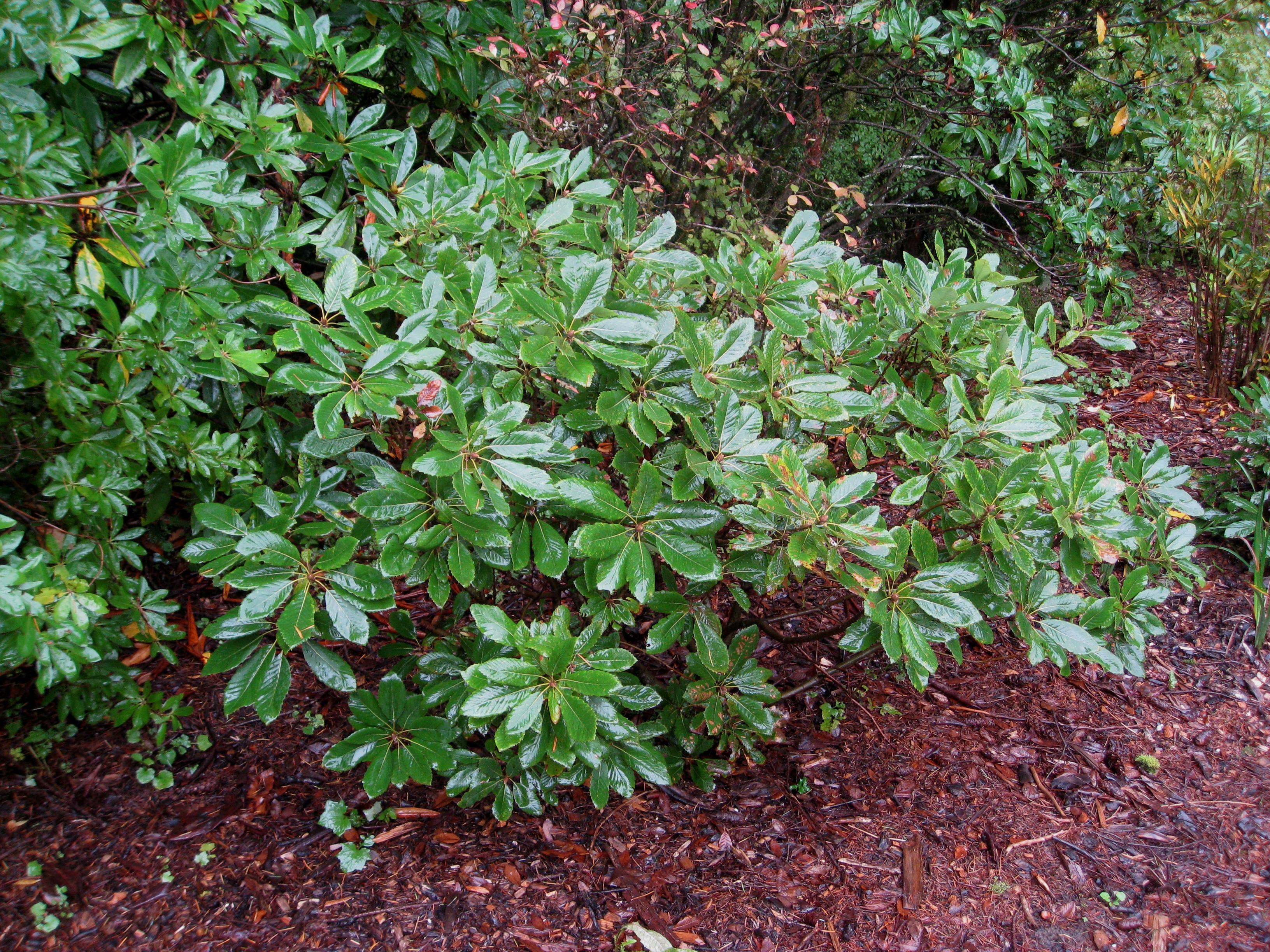